# Приазовська селищна територіальна громада
Приазовська селищна громада — територіальна громада в Україні, у Мелітопольському районі Запорізької області. Адміністративний центр громади — селище Приазовське.
Площа громади — 583,00 км², населення — 12 482 мешканці (2020).

## Історія
Громада утворена 3 серпня 2017 року шляхом об'єднання Приазовської селищної ради та Шевченківської сільської ради Приазовського району.
8 червня 2018 року внаслідок добровільного приєднання до громади приєднана Володимирівська сільська рада.
12 червня 2020 року, відповідно до розпорядження Кабінету Міністрів України № 713-р «Про визначення адміністративних центрів та затвердження територій територіальних громад Запорізької області», Ботіївська сільська громада об'єднана з Приазовською селищною громадою.

## Населені пункти
До складу громади входять селище Приазовське та 17 сіл: 
- Бабанівка;
- Білорічанське;
- Богданівка;
- Ботієве;
- Вишневе;
- Володимирівка;
- Гамівка;
- Дмитрівка;
- Добрівка;
- Новоіванівка;
- Новопокровка;
- Петрівка;
- Приморський Посад;
- Степанівка Друга;
- Строганівка;
- Таврійське;
- Шевченка.